# Un, dos, tres, al escondite inglés
Un, dos, tres, al escondite inglés va ser la primera pel·lícula del realitzador Iván Zulueta.

## Argument
Un grup d'afeccionats a la millor música pop anglosaxona, propietaris d'una botiga de música, on només venen el que els agrada, decideixen boicotejar la cançó que representa a Espanya en un certamen anomenat Mundocanal (paròdia dels festivals musicals de l'època, com Eurovisió). Recorren a diversos estratagemes perquè no acudeixin al festival els grups seleccionats per a interpretar la cançó seleccionada, "Mentira mentira".

## Repartiment
- José Luis Borau: Prudencio
- Antonio Drove: Antonio
- Carlos Garrido: Carlos
- Antonio Gasset: Crític
- José María Iñigo: Rosco
- María Isbert: Isberta
- Mercedes Juste: Justa
- Ramón Pons: Gasset
- Tina Sáinz: Tina
- Patty Shepard: Patty
- Judy Stephen: Judy

## Detalls de rodatge
Iván Zulueta va dissenyar, va fabricar, i va pintar els decorats a més de crear el grafisme i la cartelleria. A causa del tancament de l'Escola Oficial de Cinema, Iván Zulueta no estava sindicat i inscrit com a director de manera que en l'estrena José Luis Borau (mentor i productor) figurava com a director. Igual que Iván, gran part de l'equip era de l'EOC; inclòs Jaime Chávarri. Gran part del guió era escrit ad hoc per Jaime Chávarri d'un dia per a un altre. El personatge interpretat per Ramón Pons anava a ser interpretat en un inici per Antonio Gasset (per aquesta raó, aquest personatge es diu Gasset). La pel·lícula va tenir problemes per a estrenar-se en 1969, i va ser estrenada finalment en 1970.

## Premis i nominacions
Medalles del Cercle d'Escriptors Cinematogràfics
| Categoria         | Nominats      | Resultat  |
| ----------------- | ------------- | --------- |
| Millor fotografia | Luis Cuadrado | Guanyador |

- Projectada en el 23è Festival Internacional de Cinema de Canes de 1970.